# 南港公園
南港公園位於臺灣臺北市南港區東新街170號，於民國76（1987年）年闢建，面積近約15.6公頃，園內地勢依山傍水，建築饒富中國風味。公園位於東新街與成福路交接口處，南接南港花園社區，北聯聯勤總部，向西遠眺可望及信義區四獸山，視野遼闊，是南港區最大且擁有天然埤塘的景觀公園。中國式紅色牌坊位於南港公園主要入口處，樓高13公尺、寬20公尺，樓頂篆刻有金色「南港公園」大字，為南港區地標，而牌樓前方廣場係附近民眾跳舞及晨間運動的好場所，中間更有定期換植草花的花壇，與牌樓相輝映，提供遊客絕佳拍照景點。

## 歷史

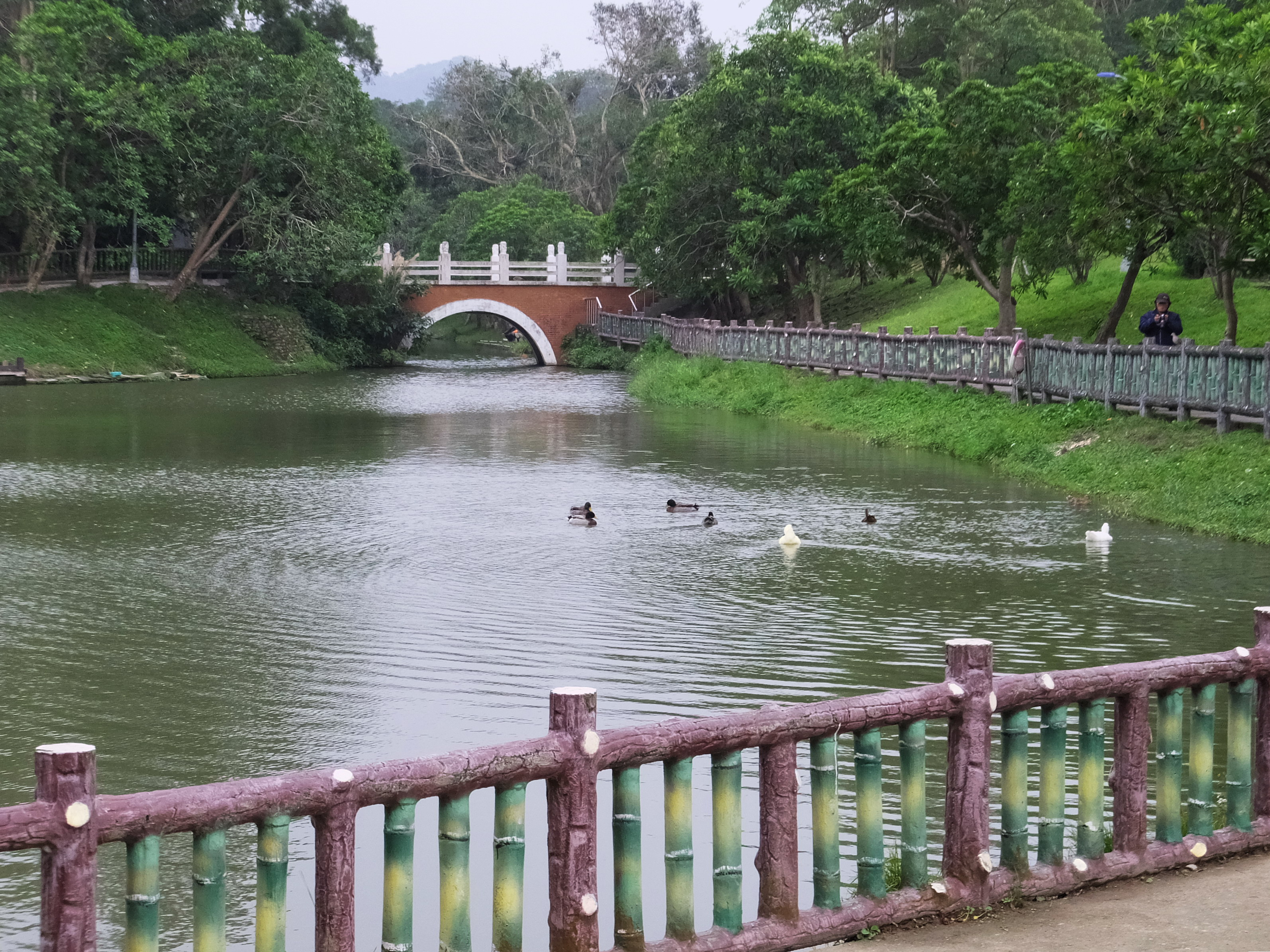
後山埤

南港公園原為「後山埤」，是南港三大埤之一（另兩個為三重埔埤與東新埤），因周邊山坡地開墾陸化淤積為兩個水塘，原為舊南港時期的農業灌溉用水池塘，亦為當地居民主要用水來源，且具調節水位的功能，而迄今仍具防洪、調節水位的功能。水埠邊種植浮萍、半邊蓮、睡蓮等浮水性植物，輪傘草、石菖蒲等挺水性植物及蜘蛛百合、野薑花等親水性植栽。
　　

## 設施

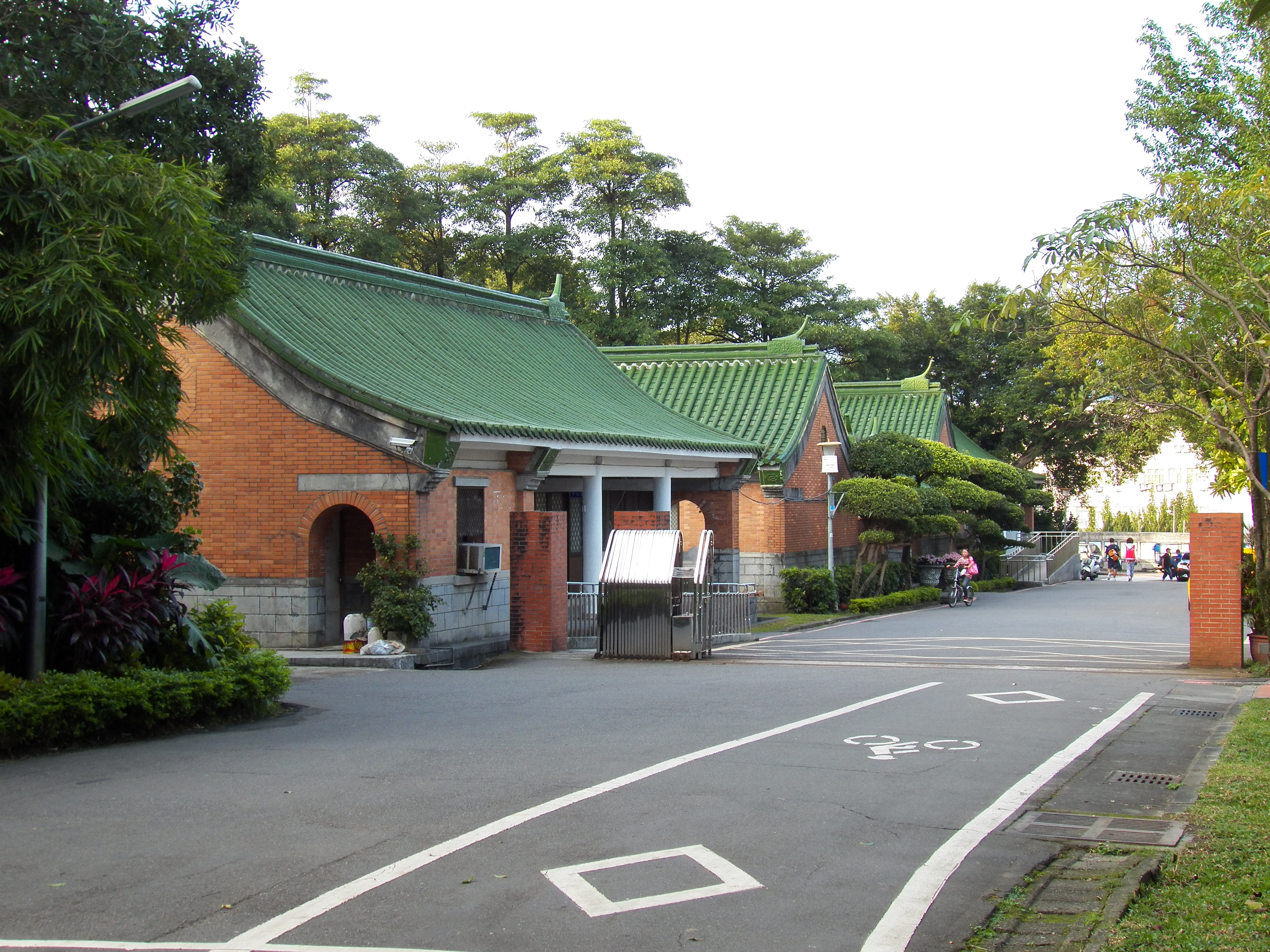
公園管理處

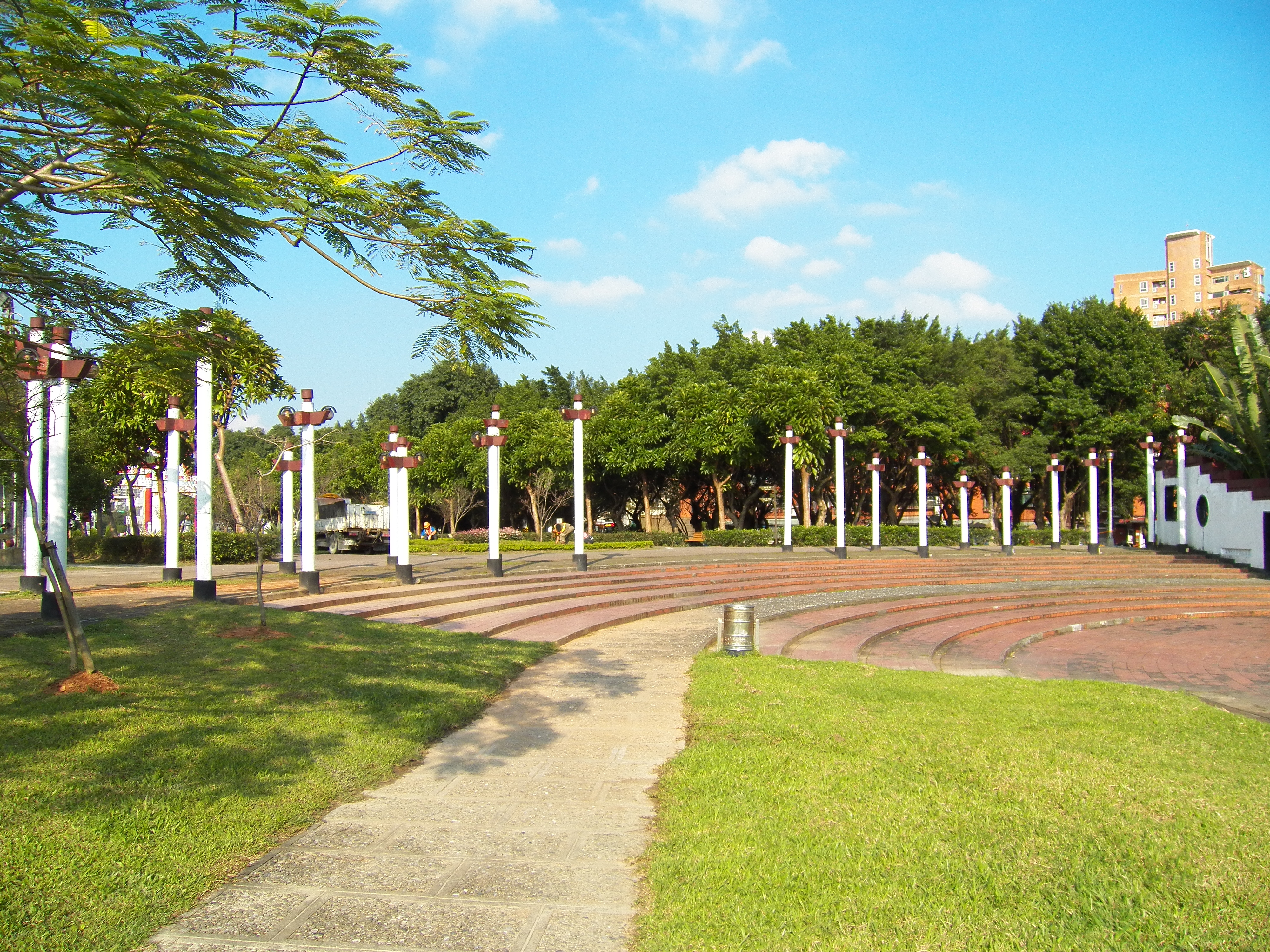
露天音樂座

公園內設有多項設施。運動設施：兒童遊戲區、兩座網球場、籃球場、溜冰場、700米PU跑道等，運動設施完備，可滿足不同年齡層遊客需求。

## 植栽
園內植栽種類多樣，喬木有榕樹、茄苳樹、槭葉翅子木、相思樹等；如塘埤週邊種植有海檬果、柳樹等；音樂台、停車場週邊種植有第倫桃、旅人蕉等喬木共有60餘種，合計2千餘株，並搭配植栽仙丹、立鶴花、杜鵑、肯氏蒲桃、紅竹、變葉木等開花性或彩色觀葉性灌木，使公園植物豐富多變，呈現多樣風貌。

## 環境
本公園內之腳踏車道係屬台北市公園內有一處腳踏車道，長度約500公尺，民眾使用率高，以穿越公園為主，年齡層以成年人及老年人居多，其次為學生；早晨及傍晚最多人使用，尤其集中在上、下班時段。其優點可有效提供腳踏車族往返南港花園社區與東新街之間距離，解決許多民眾在通勤上的問題並可增加市民多元休憩活動之空間；另腳踏車不需使用燃料(節省能源)，沒有空氣污染問題，符合現正推行之環保理念。

## 外部連結
- 南港公園 - 公園走透透 （页面存档备份，存于）
- 南港公園  臺北旅遊網 （页面存档备份，存于）
- 南港公園 網球場 臺北市政府體育局 （页面存档备份，存于）
- 南港公園 籃球場 臺北市政府體育局 （页面存档备份，存于）